# Pointe Mouillée

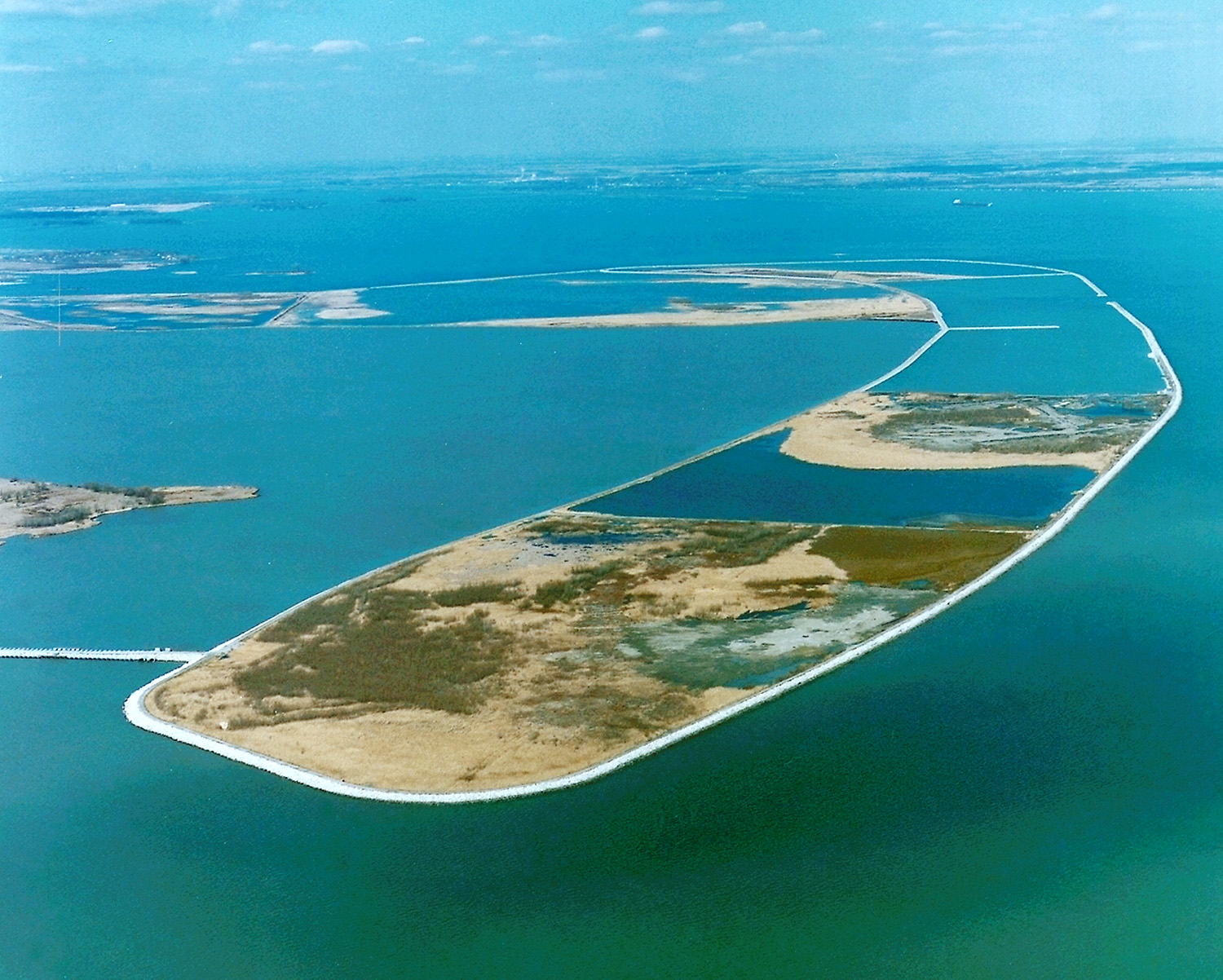
Vue aérienne de la Pointe Mouillée s'avançant dans le lac Érié.

Pointe Mouillée (en anglais : Pointe Mouillee), est une avancée de terre humide et marécageuse donnant dans le lac Érié juste au Sud de l'embouchure de la rivière Huron. Pointe Mouillée est située dans les cantons de Berlin Charter Township et de Frenchtown et dans deux comtés, le comté de Monroe et le comté de Wayne dans l'État du Michigan aux États-Unis.
Pointe Mouillée est une lande de terre, d'un peu plus de 16 km2. Le territoire fut dénommé ainsi par les explorateurs et trappeurs Canadiens-français au XVIIIe siècle en raison de sa configuration sur le lac Érié et de son accès difficile en raison des nombreux marais et bayous qui occupent cet espace sauvage.
En 1875, un groupe de riches hommes d'affaires de la région  achetèrent environ huit kilomètres carrés de ce domaine et créèrent le Club de tir de la Pointe mouillée pour y chasser le canard.
En 1945, l'État du Michigan a acheté 11 km2 du club de tir pour établir une zone pour réaliser un parc de jeu de l'État. 
Afin d'entretenir et protéger cette pointe côtière du lac, devenue une aire protégée, les Corps du génie de l'armée des États-Unis réalisent d'importants travaux de structures et d'entretien permanent de la zone. Ils construisirent notamment une digue de près de 6 km de long pour protéger une zone sauvage de 3 km2.
La Pointe Mouillée est un lieu de nidification au milieu des roselières. De nombreuses espèces d'oiseaux sauvagines viennent s'y reproduire et y séjourner lors de leurs transhumances annuelles.
Chaque année se déroule le "Pointe Mouillee Waterfowl Festival".